# Det italienska krigsmonumentet i Kobarid
Det italienska krigsmonumentet i Kobarid är ett monument uppfört över de italienska soldater som under första världskriget stupade vid Sočafronten (Izonzofronten) och vid slaget vid Kobarid (Caporetto). 
Monumentet är uppfört på kullen Gradič (Grič), högt ovanför den lilla staden Kobarid i Slovenien, vid S:t Antons kyrka som invigdes år 1669. Kvarlevor från fler än 7 000 kända och okända soldater som dog i närheten av Kobarid, Tolmin och Rombon hämtades från olika militärkyrkogårdar i området och fördes till den sista vilan i Kobarid.
Byggnaden är formgiven av skulptören Giannino Castiglioni och arkitekten Giovanni Grappi. Den är byggd som tre åttkantiga terrasser i olika nivåer, som binds samman av en bred trappa. I de två nedre terrasserna finns nischer, tillslutna med marmorplattor där namn, efternamn, militär grad och eventuella medaljer är ingraverade för varje enskild soldat. De okända soldaterna, som är nära 3 000, har samlats i grupper om 500 i var och en av de nischer som är placerade vid trappan.
Monumentet invigdes den 18 september 1938 i närvaro av Benito Mussolini. Ett attentatsförsök mot honom under invigningen avvärjdes.
Från Kobarids centrum leder en smal väg upp till monumentet. Längs vägen finns korsvägens olika stationer, det vill säga bilder från Jesu lidande, en s.k. korsväg. Dessa bilder, som är 14 till antalet, återfinns i alla romersk-katolska kyrkor. Under fastan firas korsvägsandakter, då man förflyttar sig mellan bilderna och ber en särskild bön vid varje bild (station). År 1981 flyttades kvarlevor av italienska soldater från Bovecområdet hit.